# Germán Aguirre Urrutia
Germán Aguirre Urrutia (Bilbao 1912 - Algorta (Vizcaya) 1989) fue el arquitecto municipal del Ayuntamiento de Bilbao desde 1940 hasta 1970.

## Vida
Nace en Iturrigorri (actual Recaldeberri), Bilbao, el 1 de diciembre de 1912. Hijo de Germán Aguirre Bengoa y Rosario Urrutia Goitiz.
Cursa estudios de arquitectura en la Escuela Técnica Superior de Arquitectura de Madrid. 
La orden de 17 de julio de 1939 (BOE n.º 234 del 22 de agosto de 1939) le concede la Medalla Militar por el asalto para la ocupación del Cordal situado al Oeste del Musol, en el que fue herido, siendo Teniente provisional del Primer Batallón de Flandes (IV División de Navarra). 
En 1940 oposita para la plaza de arquitecto municipal de Bilbao. Su cargo también incluía la Jefatura del Parque de Bomberos. 
A lo largo de su carrera se centró en obras de urbanización (como Ibarrecolonda y el barrio de San Ignacio, en Deusto) y en la construcción de viviendas. Fue el primer arquitecto de Bilbao que utilizó ladrillo para construir fachadas. También urbanizó por primera la Plaza de Federico Moyúa que, como aporte curioso, decoró con tulipanes de Holanda. El cuerpo de bomberos del Ayuntamiento de Bilbao le reconoce como quien les incluyó por primera vez en la Seguridad Social. 
Falleció en Algorta, Bilbao, el 10 de junio de 1989. Sus hijos donaron todo su archivo histórico a la Diputación Foral de Vizcaya.

## Obras características
- Mercabilbao.
- Mercado del Ensanche, Bilbao. Actualmente reformado.
- Urbanización de la Plaza Moyúa, Bilbao.
- Viviendas de la calle Gran Vía, número 56, Bilbao. En este obra, como en tantas otras, trabajó con Hilario Imaz. Se adjudicó por error a Eugenio Aguinaga.
- Parroquia de San Agustín, Erandio.
- Iglesia Nuestra Señora de Fátima, Enecuri.
- Fábrica de Sefanitro, Baracaldo.
- Torres de La Casilla